# Alex Niño
Alex Niño (né dans la province de Tarlac le 1er mai 1940) est un auteur de bande dessinée philippin. 

## Biographie
Il étudie la bande dessinée auprès de Jess Jodloman dans les années 1960. Recruté en 1971 par DC Comics avec d'autres auteurs de son pays (Alfredo Alcala, Nestor Redondo et Gerry Talaoc (en)) à la suite du succès de Tony DeZuniga, il passe chez Marvel en 1975 et travaille pour Heavy Metal de 1977 à 1984. Depuis la fin des années 1980, il alterne travaux pour les comic books et passage dans les studios d'animation.

## Prix et récompenses
- 1976 : prix Inkpot
- 2022 : Inscrit au temple de la renommée Will Eisner[1]